# Saison 1 des Razbitume
Chronologie
saison 2
Cet article présente le guide des épisodes de la première saison de la série télévisée d'animation Razbitume !.

## Épisode 1:Susie chante le blues
- France : 15 septembre 2004
- États-Unis : 27 novembre 2003

## Épisode 2:Avis de tempête
- France : 8 septembre 2004
- États-Unis : 12 avril 2003

## Épisode 3:Charles-Edouard est amoureux
- France : 22 septembre 2004
- États-Unis : 6 décembre 2003

## Épisode 4:Kimi tourne mal
- France : 29 septembre 2004
- États-Unis : 29 novembre 2003

## Épisode 5:Cinéma vérité
- France : 6 octobre 2004
- États-Unis : 29 novembre 2003

## Épisode 6:Au voleur!
- France : 13 octobre 2004
- États-Unis : 6 décembre 2003

## Épisode 7:Aventures à remous
- France : 10 novembre 2004
- États-Unis : 13 décembre 2003

## Épisode 8:C comme Cupidon
- France : 17 novembre 2006
- États-Unis : 14 février 2004

## Épisode 9:Un grand-père indigne
- France : 24 novembre 2004
- États-Unis : 24 janvier 2004

## Épisode 10:Le génie a des soucis
- France : 1er décembre 2004
- États-Unis : 29 novembre 2003

## Épisode 11:Jules et les extraterrestres
- France : 15 décembre 2004
- États-Unis : 27 mars 2004

## Épisode 12:Crise d'adolescence
- France : 15 décembre 2004
- États-Unis : 28 août 2004

## Épisode 13:Quelle tragédie!
- France : 22 décembre 2004
- États-Unis : 17 janvier 2004